# 180 Ґарумна
180 Ґарумна (180 Garumna) — астероїд головного поясу, відкритий 29 січня 1878 року.